# Aeolesthes langsonius
Aeolesthes langsonius är en skalbaggsart som först beskrevs av Leon Fairmaire 1895.  Aeolesthes langsonius ingår i släktet Aeolesthes och familjen långhorningar. Inga underarter finns listade i Catalogue of Life.